# Muse (альбом Джолин Цай)
Muse - Двенадцатый студийный альбом Джолин Цай (кит. 蔡依林) Был выпущен 12 сентября 2012, под управлением Warner Music Taiwan. У альбома лучшие женские продажи в 2012 году с 100,000 копий на Тайване. Альбом получил в целом положительные отзывы и был назван "Поп Шедевром". Синглы "The Great Artist" (кит. 大藝術家), "Dr. Jolin", и "Wandering Poet" (кит. 詩人漫步) заняли 2, 10 и 24 места в чарте 2012 Hit FM Annual Top 100 Chart. Джолин, вместе с альбомом, была номинирована на Golden Melody Awards в категории "Лучший Альбом", "Лучшая Певица" и "Лучшее Музыкальное Видео" с клипом "The Great Artist" (大藝術家) и выиграла в категории "Песня Года", с синглом "The Great Artist" (大藝術家). Также Джолин была номинирована на 19 MTV Europe Music Awards в категории "Лучшая Азиатская Певица".

## Список композиций
| №                   | Название                                          | Текст песни         | Музыка | Продюсер(ы)         | Длительность |
| ------------------- | ------------------------------------------------- | ------------------- | --- | ------------------- | ------------ |
| 1.                  | «The Great Artist» (大藝術家)                     | Matthew Yen         | Robin Jessen, Anna Judith Wik, Nermin Harambasic, Ronny Svendsen, Charite Viken Reinas, Eirik Johanson, Alexander Puntervold | Michael Lin         | 3:18         |
| 2.                  | «Dr. Jolin»                                       | Peggy Hsu           | Sten Iggy Strange Dahl, Johan Moraeus, Christoffer Wikberg                                                                   | Michael Lin         | 3:45         |
| 3.                  | «Fantasy» (迷幻)                                  | Greeny Wu           | Mikko Tamminen, Udo Mechels, Rike Boomgaarden                                                                                | Michael Lin         | 3:29         |
| 4.                  | «Friday the 13rd» (十三號星期舞)                  | Jimmy Chou          | Pasi Siitonen, Adam Powers, Nalle Ahlstedt                                                                                   | Michael Lin         | 3:18         |
| 5.                  | «Beast»                                           | Jolin Tsai          | Tarmo Keranen, Karin Fransson                                                                                                | Michael Lin         | 2:39         |
| 6.                  | «Spying on You Behind the Fence» (柵欄間隙偷窺你) | Greeny Wu           | Greeny Wu | Michael Lin         | 2:38         |
| 7.                  | «Color Photos» (彩色相片)                         | Greeny Wu           | Greeny Wu | Michael Lin         | 3:51         |
| 8.                  | «Wandering Poet» (詩人漫步)                       | Peggy Hsu           | Peggy Hsu | Peggy Hsu           | 5:07         |
| 9.                  | «Someone» (有人)                                  | Chen Hui-ting       | Chen Hui-ting | Michael Lin         | 4:00         |
| 10.                 | «Mosaic» (馬賽克)                                 | Tom Wang            | JJ Lin | JJ Lin              | 4:08         |
| 11.                 | «I» (我)                                          | Xiaohan             | Tanya Chua | Tanya Chua          | 4:06         |
| Общая длительность: | Общая длительность:                               | Общая длительность: | Общая длительность: | Общая длительность: | 40:19        |